# Ron Legg
Ronald Howard Legg, detto Ron (Birmingham, 25 marzo 1928 – Nuneaton, 24 marzo 2010), è stato un cestista britannico.
Era il fratello di Doug Legg.

## Carriera
Con la Gran Bretagna ha disputato le olimpiadi del 1948, mentre con l'Inghilterra ha disputato i Campionati europei del 1946.